# Comunidad voluntaria
Una comunidad voluntaria o ciudad voluntaria, también sociedad voluntaria, es una en la que todos los bienes (incluyendo calles, parques, etc) y todos los servicios (incluidos los tribunales, policía, etc) se prestan a través de medios voluntarios, tales como la propiedad privada (sector privado o sector voluntario). En una sociedad voluntaria, los tribunales podrían ser sustituidas por organizaciones de solución de controversias, la policía con empresas privadas de seguridad y aseguradoras contra la delincuencia; las autoridades de transporte por asociaciones privadas de carreteras y sus homólogos de ferrocarriles, etc. Estos servicios fueron el tema del libro, The Voluntary City, que se refiere a esta situación capítulo por capítulo.
Los libertarios ven las comunidades voluntarias como la solución para el conflicto entre aquellos que favorecen el comportamiento del gobierno, tales como permitir el uso de drogas, prostitución, etc y los que favorecen las restricciones del gobierno sobre estas actividades. Los que quieren vivir bajo un determinado código de conducta pueden moverse a una comunidad que lo apoya y lo protege. Stefan Molyneux sugiere que en una comunidad voluntaria, las organizaciones de solución de controversias harían la prevención de la contaminación.